# Campionat de Lisboa de futbol
El  Campionat de Lisboa de futbol  fou un dels diversos campionats predecessors del campionat de Portugal. S'inicià l'any 1907 i involucrà equips de la ciutat de Lisboa i voltants.

## Historial
| Any  | Campió              |
| ---- | ------------------- |
| 1907 | Carcavelos SC       |
| 1908 | Carcavelos SC       |
| 1909 | Carcavelos SC       |
| 1910 | SL Benfica          |
| 1911 | C. Internacional F. |
| 1912 | SL Benfica          |
| 1913 | SL Benfica          |
| 1914 | SL Benfica          |
| 1915 | Sporting CP         |
| 1916 | SL Benfica          |
| 1917 | SL Benfica          |
| 1918 | SL Benfica          |
| 1919 | Sporting CP         |
| 1920 | SL Benfica          |
| 1921 | Casa Pia AC         |
| 1922 | Sporting CP         |
| 1923 | Sporting CP         |
| 1924 | Casa Pia AC         |
| 1925 | Sporting CP         |
| 1926 | CF Os Belenenses    |
| 1927 | Vitória FC Setubal  |
| 1928 | Sporting CP         |
| 1929 | CF Os Belenenses    |
| 1930 | CF Os Belenenses    |
| 1931 | Sporting CP         |
| 1932 | CF Os Belenenses    |
| 1933 | SL Benfica          |
| 1934 | Sporting CP         |
| 1935 | Sporting CP         |
| 1936 | Sporting CP         |
| 1937 | Sporting CP         |
| 1938 | Sporting CP         |
| 1939 | Sporting CP         |
| 1940 | SL Benfica          |
| 1941 | Sporting CP         |
| 1942 | Sporting CP         |
| 1943 | Sporting CP         |
| 1944 | CF Os Belenenses    |
| 1945 | Sporting CP         |
| 1946 | CF Os Belenenses    |
| 1947 | Sporting CP         |